# Юзеф Маральовський
Юзеф Маральовський (пол. Józef Morelowski, лат. Josephus Morelowski; 5 березня 1777, Городок, Вітебське воєводство Речі Посполитої — 12 серпня 1845, Стара Весь, Королівство Галичини та Володимирії, Австрія) — білоруський унійний філософ, журналіст, поет, педагог. Викладач Оршанського єзуїтського колегіуму. Після еміграції — заступник (socius) Галицької провінції Товариства Ісуса в Австрії, ректор Єзуїтської Колегії у місті Новий Санч.

## Біографія
Закінчив клас риторики в Оршанському єзуїтському колегіумі (1790). 8 серпня 1790 р. долучився до Товариства Ісуса та вступив у Полоцький навіціат (1790—1792). Вивчав французьку мову в Полоцьку (1792 -1793) та риторику в Оршанському (1793 -1794) єзуїтському колегіумі. З 1794 р. викладав у єзуїтських колегіях Мстислава (1794 -1795), Могильова (1795 -1796), Орші (1796 -1797).
У 1797 р. він повернувся до Полоцького єзуїтського колегіуму, де вивчав філософію (1797-1799) та теологію (1800-1804), а також викладав філософію (1799—1800) та французьку мову (1800- 1802 та 1803-1804). У 1804–1810 рр. — вихователь єзуїтської школи-інтернату, професор поезії та російської мови в Петербурзі. 15 серпня 1810 р. Юзеф Маральовський прийняв останні обітниці і почав працювати в Орші. Професор риторики та префект монастирської бібліотеки (1810-1814).
З 1814 по 1816 рр. — заступник керівника Білоруської провінції Товариства Ісуса Вінкентія Тиванкевича і радник провінції. У 1816 -1818 рр. працює в Полоцькій єзуїтській академії. З 1818 по 1820 рр. — в колегіумі в Романові на Волині.
Після вигнання єзуїтів з Російської імперії (1820) перейшов до Австрійської держави. З 10 січня 1822 р. — заступник (socius) Галицької провінції Товариства Ісуса, а з 1 жовтня 1828 р. до 4 січня 1835 р. — ректор єзуїтської колегії в Тинці та Новому Сончі (сюди в 1831 р. після руйнівної пожежі було переведено тинецький осередок єзуїтів). У 1835 році переїхав на роботу до Старої Веси, де з 23 листопада 1836 р. до 17 листопада 1840 р. працював ректором колегії.
Помер і похований у Старій Весі 12 серпня 1845 р.

## Творчість
Писав польською, латинською та російською мовами. Публікувався в журналах «Полоцький щомісячник», «Вісник Європи». Творчість Ю. Маральовського розкривала характерні риси літератури в період переходу від класицизму до романтизму. Одночасно з класицистичними потягами, елегіями, епіграмами, панегіриками та імітаціями Горація писав ліричні пісні в доромантичному стилі, в яких розмірковував про виховне значення поезії із загальногуманістичної та християнської точки зору. Відображав прекрасну природу і рідний край .

## Праці
- Morelowski, Józef. Treny i sen: poezje Józefa Morelowskiego napisane w roku ostatniego rozbioru Polski 1795.— Kraków: KTOL, 1910.